# ألان أريكسون
ألان أريكسون (بالسويدية: Allan Eriksson)‏ هو منافس ألعاب قوى سويدي، ولد في 21 مارس 1894 في Grängesberg ‏ في السويد، وتوفي في 20 فبراير 1963 في Ulricehamn ‏ في السويد.

## وصلات خارجية
- ألان أريكسون على موقع أوليمبيديا (الإنجليزية)
- ألان أريكسون على موقع اللجنة الأولمبية السويدية (السويدية)